# Герман Граф
Герман Граф (нім. Hermann Graf; нар. 24 жовтня 1912, Енген — пом. 4 листопада 1988, Енген) — німецький військовий льотчик-ас за часів Третього Рейху, протягом Другої світової війни здійснив близько 830 бойових вильотів, здобувши 212 перемог у повітрі, зокрема 202 на Східному фронті, а також 6 над 4-х моторними бомбардувальниками. Став першим асом у світовій історії, хто збив 200 літаків противника в повітряних боях. Оберст (1943) Люфтваффе. Один з 27 кавалерів Лицарського хреста Залізного хреста з Дубовим листям‎, мечами та діамантами (1942).

## Нагороди
- Комбінований Знак Пілот-Спостерігач в золоті з діамантами
- Авіаційна планка винищувача
  - в бронзі (15 травня 1941)
  - в сріблі (25 серпня 1941)
  - в золоті (10 листопада 1941)
  - з підвіскою
- Нагрудний знак пілота (Румунія)
- Орден Корони Румунії, лицарський хрест (23 травня 1941)
- Залізний хрест
  - 2-го класу (9 серпня 1941)
  - 1-го класу (31 серпня 1941)
- Почесний Кубок Люфтваффе (15 грудня 1941)
- Лицарський хрест Залізного хреста з дубовим листям і мечами
  - лицарський хрест (24 січня 1942)
  - дубове листя (№ 93; 17 травня 1942)
  - мечі (№ 11; 19 травня 1942)
  - діаманти (№ 5; 16 вересня 1942)
- Німецький хрест в золоті (15 квітня 1942)
- Нагрудний знак «За поранення» в сріблі
- Кримський щит
- 5 разів відзначений у Вермахтберіхт